# Савченко, Виктор Григорьевич (легкоатлет)
Ви́ктор Григо́рьевич Са́вченко (род. 2 сентября 1948, Житловка, Ворошиловградская область) — советский легкоатлет, специалист по барьерному бегу. Выступал за сборную СССР по лёгкой атлетике в первой половине 1970-х годов, призёр первенств всесоюзного и республиканского значения, участник летних Олимпийских игр в Мюнхене. Представлял город Лисичанск и спортивное общество «Спартак». 

## Биография
Виктор Савченко родился 2 сентября 1948 года в посёлке Житловка Ворошиловградской области Украинской ССР.
Занимался лёгкой атлетикой в Лисичанске, состоял в добровольном спортивном обществе «Спартак».
Впервые заявил о себе на всесоюзном уровне в сезоне 1972 года, когда в 400-метровом барьерном беге выиграл серебряную медаль на чемпионате СССР в Москве — с результатом 49,3 уступил здесь только Евгению Гавриленко. Благодаря этому успешному выступлению удостоился права защищать честь страны на летних Олимпийских играх в Мюнхене — благополучно преодолел стадию четвертьфиналов бега на 400 метров с барьерами, тогда как в полуфинале финишировал седьмым и выбыл из борьбы за медали.
В 1973 году в той же дисциплине взял бронзу на чемпионате СССР в Москве.
В сентябре 1974 года занял шестое место в беге на 400 метров с барьерами на чемпионате Европы в Риме, а на соревнованиях в Мюнхене установил свой личный рекорд — 49,73.